# Kanton Valgorge
Valgorge is een voormalig kanton van het Franse departement Ardèche. Het kanton maakte deel uit van het arrondissement Largentière. Het werd opgeheven bij decreet van 13 februari 2014 met uitwerking op 22 maart 2015. Alle gemeenten werden toegevoegd aan het kanton Les Vans, sinds 2016 kanton Les Cévennes ardéchoises genaamd.

## Gemeenten

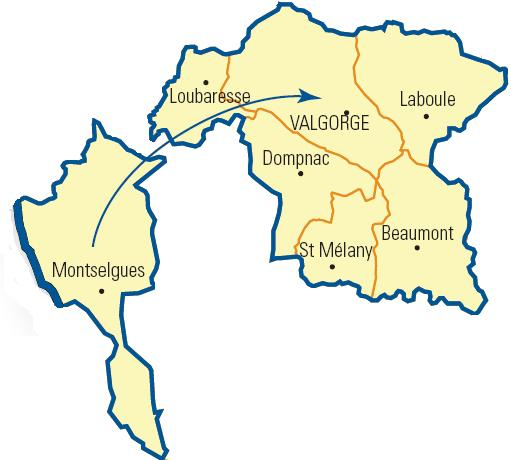
Ligging van gemeenten in het kanton

Het kanton Valgorge omvatte de volgende gemeenten:
- Beaumont
- Dompnac
- Laboule
- Loubaresse
- Montselgues
- Saint-Mélany
- Valgorge (hoofdplaats)